# Retina (fotografiapparat)
Retina ( I / I a / I b / II / II a / IIb / II c / III c ) var navnet på en serie af fotografiapparater til 35 mm film, som blev fremstillet fra 1934 til 1960, udviklet af den amerikanske fotokoncern Kodak. 
Hovedproduktionen af dette apparat fandt sted i Stuttgart, Tyskland, (tvungen pause under anden verdenskrig).

## Ekstern kilde og henvisning
- Retinas historie (engelsk)